# 中型冬青
中型冬青（学名：Ilex intermedia）为冬青科冬青属的植物，是中国的特有植物。分布在中国大陆的贵州、四川、湖北、江西等地，生长于海拔600米至1,500米的地区，多生在山地林中，目前已由人工引种栽培。
其种加词“intermedia”意为“中间的”。